# Frymburk, Klatovy
Frymburk là một làng thuộc huyện Klatovy, vùng Plzeňský, Cộng hòa Séc.